# Louis Van Waefelghem
Louis Van Waefelghem est un violoniste, altiste, joueur de viole d'amour et compositeur belge installé en France, né le 13 janvier 1840 à Bruges et mort le 19 juin 1908 à Paris.

## Biographie

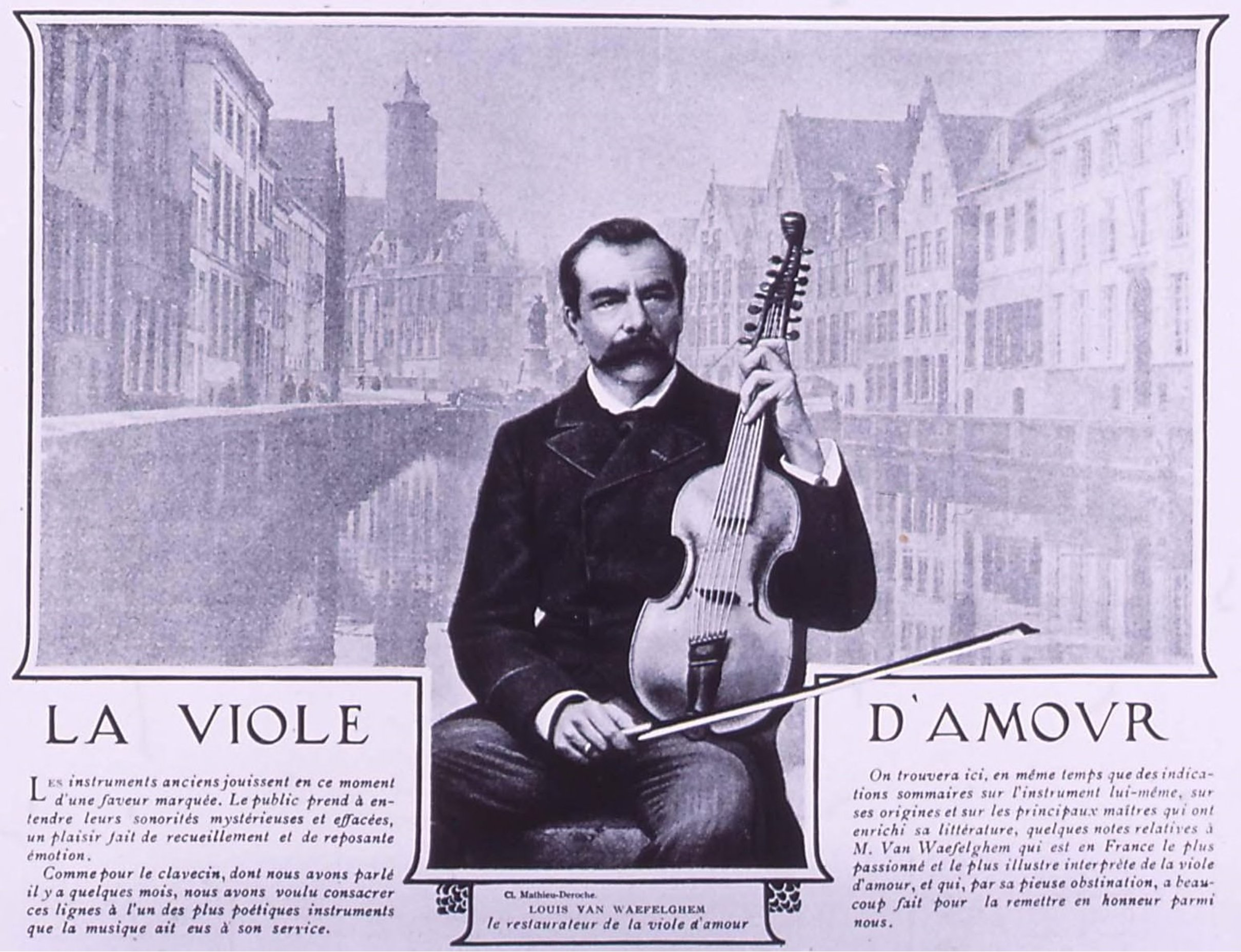
Louis Van Waefelghem à la viole d'amour.

Louis Jean Van Waefelghem naît le 13 janvier 1840 à Bruges,,.
Après des études dans sa ville natale, il entre en 1857 au Conservatoire de Bruxelles, où il étudie le violon avec Lambert Joseph Meerts (de) et la composition avec François-Joseph Fétis. Comme interprète, il se produit en tournée à Weimar et Dresde en 1860 puis devient soliste de l'Opéra de Budapest.
En 1863, Van Waefelghem se fixe à Paris, où il étudie l'alto. C'est avec cet instrument qu'il entre en 1868 dans l'Orchestre de l'Opéra de Paris,. Chambriste recherché et musicien réceptif aux œuvres nouvelles, il est 2d violon de la Société Schumann en 1869 et 1870 et participe en tant qu'altiste à plusieurs concerts de sociétés de musique de chambre. En raison de la Guerre franco-allemande de 1870, il s'exile à Londres, où il est engagé dans l'orchestre de Her Majesty's Theatre et participe aux concerts de la Musical Union, jouant avec Joseph Joachim, Leopold Auer, Pablo de Sarasate, Henri Vieuxtemps et Camillo Sivori, notamment,.
Il revient ensuite à Paris, où il est altiste aux Concerts Lamoureux de 1881 à 1895. Il se consacre alors à l'étude de la viole d'amour et devient un grand artisan de la redécouverte et du renouveau de l'instrument au tournant du XXe siècle,.
En 1895, Louis Van Waefelghem est cofondateur, avec Louis Diémer (clavecin), Jules Delsart (viole de gambe) et Laurent Grillet (vielle à roue), de la Société des instruments anciens. Afin d'enrichir le répertoire de la viole d'amour, il transcrit pour l'instrument de nombreuses partitions d'œuvres de Bach, Ariosti, Scarlatti, Martini, Widor et Saint-Saëns. Comme compositeur, il est également l'auteur d'une Pastorale et une Rêverie pour violon et piano, ainsi qu'une Romance et un Soir d'automne pour viole d'amour et piano,.
Van Waefelghem meurt le 19 juin 1908 à Paris en son domicile, 46 boulevard Pereire (17e arrondissement de Paris),. Il était officier d'Académie, chevalier de l'Ordre de Léopold et chevalier de la Légion d'honneur,,.